# Escrime aux Jeux paralympiques d'été de 2012
Navigation
Pékin 2008 Rio de Janeiro 2016
La compétition d'escrime des Jeux paralympiques d'été de 2012 se déroule du 4 septembre 2012 au 8 septembre 2012 au Centre ExCeL de Londres. 12 épreuves y sont organisées : 6 masculines et 6 féminines avec 100 athlètes prenant part aux épreuves.

## Calendrier
| Escrime | Escrime | Pictogramme Escrime | 4 | 4 | 2 | 1 | 1 |

|  | Jour de finale | 4 | Nombre de finales |

## Résultats

### Podiums masculins
| Épreuves                 | Or                                   | Argent                                                | Bronze                                                 |
| ------------------------ | ------------------------------------ | ----------------------------------------------------- | ------------------------------------------------------ |
| Épée individuelle Cat A  | Dariusz Pender (POL)                 | Romain Noble (FRA)                                    | Matteo Betti (ITA)                                     |
| Épée individuelle Cat B  | Jovane Guissone (BRA)                | Tam Chik Sum (HKG)                                    | Alim Latrèche (FRA)                                    |
| Fleuret individuel Cat A | Ye Ruyi (CHN)                        | Chen Yijun (CHN)                                      | Richárd Osváth (HUN)                                   |
| Fleuret individuel Cat B | Hu Daoliang (CHN)                    | Anton Datsko (UKR)                                    | Alim Latrèche (FRA)                                    |
| Sabre individuel Cat A   | Chen Yijun (CHN)                     | Tian Jianquan (CHN)                                   | Chan Wing Kin (HKG)                                    |
| Sabre individuel Cat B   | Grzegorz Pluta (POL)                 | Marc-André Cratere (FRA)                              | Alessio Sarri (ITA)                                    |
| Hommes par équipes Open  | Chine Chen Yijun Ye Ruyi Hu Daoliang | France Damien Tokatlian Alim Latrèche Ludovic Lemoine | Hong Kong Wong Tang Tat Chan Wing Kin Chung Ting Ching |

### Podiums féminins
| Épreuves                 | Or                                | Argent                                                  | Bronze                                            |
| ------------------------ | --------------------------------- | ------------------------------------------------------- | ------------------------------------------------- |
| Épée individuelle Cat A  | Yu Chui Yee (HKG)                 | Zsuzsanna Krajnyák (HUN)                                | Wu Baili (CHN)                                    |
| Épée individuelle Cat B  | Saisunee Jana (THA)               | Simone Briese-Bätke (GER)                               | Chan Yui Chong (HKG)                              |
| Fleuret individuel Cat A | Yu Chui Yee (HKG)                 | Wu Baili (CHN)                                          | Zsuzsanna Krajnyák (HUN)                          |
| Fleuret individuel Cat B | Fang Yao (CHN)                    | Gyöngyi Dani (HUN)                                      | Marta Makowska (POL)                              |
| Femmes par équipes Open  | Chine Rong Jing Yao Fang Wu Baili | Hongrie Veronika Juhász Zsuzsanna Krajnyák Gyöngyi Dani | Hong Kong Fan Pui Shan Yu Chui Yee Chan Yui Chong |

### Tableau des médailles
| Rang  | Nation    | Or | Argent | Bronze | Total |
| ----- | --------- | -- | ------ | ------ | ----- |
| 1     | Chine     | 6  | 3      | 1      | 10    |
| 2     | Hong Kong | 2  | 1      | 4      | 7     |
| 3     | Pologne   | 2  | 0      | 1      | 3     |
| 4     | Brésil    | 1  | 0      | 0      | 1     |
| 4     | Thaïlande | 1  | 0      | 0      | 1     |
| 6     | France    | 0  | 3      | 2      | 5     |
| 6     | Hongrie   | 0  | 3      | 2      | 5     |
| 8     | Allemagne | 0  | 1      | 0      | 1     |
| 8     | Ukraine   | 0  | 1      | 0      | 1     |
| 10    | Italie    | 0  | 0      | 2      | 2     |
| Total | Total     | 12 | 12     | 12     | 36    |